# Hans Foerster (Historiker)
Hans Foerster (* 17. April 1889 in Köln; † 20. September 1964 in Freiburg im Üechtland) war ein deutscher Historiker und Diplomatiker.

Hans Foerster verbrachte seine Schulzeit in seiner Geburtsstadt. Er studierte Geschichte und Historische Grundwissenschaften an den Universitäten Münster und Bonn. Im Ersten Weltkrieg diente er als Soldat. Mit einer von Wallace Martin Lindsay angeregten Arbeit über die Abkürzungen in den Kölner Handschriften der Karolingerzeit wurde er bei Aloys Schulte und Wilhelm Levison promoviert. Für kurze Zeit war er an der Bonner Universitätsbibliothek und im höheren Schuldienst tätig. Er habilitierte sich 1922 an der Kölner Universität mit einer Studie über die Reformbestrebungen Adolfs III. von Schaumburg (1547–1556) in der Kölner Kirchenprovinz. Er trat 1931 als außerordentlicher und ab 1933 ordentlicher Professor die Nachfolge Franz Steffens an der Universität Freiburg in der Schweiz an. Foerster war in der Schweiz der einzige Lehrstuhlinhaber für Historische Grundwissenschaften. Nach dem Tod von Gustav Schnürer betreute er auch dessen Lehrstuhl für mittelalterliche Geschichte über mehrere Jahre mit. Er war 1935/36 und 1944/45 Dekan der Philosophischen Fakultät. Zu seinen akademischen Schülern gehörte Peter Rück. Foerster war Ehrenmitglied des Bergischen Geschichtsvereins.
Foerster legte zahlreiche Arbeiten zur Geschichte Kölns und des Rheinlandes vor. Foerster edierte eine unbekannte Urkunde Erzbischofs Friedrichs I. von Köln. Er veröffentlichte bereits vor seiner Dissertation Arbeiten zur Kölner Geschichte. Von ihm erschien 1921 eine Arbeit über die Organisation des erzbischöflichen Offizialgerichts zu Köln bis auf Hermann von Wied und 1924 Die Kölner Bischofswahlen sowie die Monographie des Kölner Erzbischofs Engelberg von Berg (1925). Außerdem behandelte er Külsheimer Neubürger im 15. Jahrhundert (1941) sowie Kurköln und Stadt Köln in der Goldenen Bulle Kaiser Karls IV. vom Jahre 1356. Er setzte aber auch die Arbeiten seines Vorgängers fort. 1946 und 1951 erschienen die Tafelwerke Mittelalterliche Buch- und Urkundenschriften bzw. Urkundenlehre in Abbildungen. 1947 veröffentlichte er ein Urkundenlesebuch für den akademischen Gebrauch und 1949 schließlich den Abriß der lateinischen Paläographie.
Seit 1934 war er Ehrenmitglied der katholischen Studentenverbindung KDStV Teutonia Freiburg im Uechtland.

## Schriften (Auswahl)
- Abriss der lateinischen Paläographie (= Bibliothek des Buchwesens. Bd. 15). 3., überarbeitete und um ein Zusatzkapitel „Die Schriften der Neuzeit“ erweiterte Auflage. Hiersemann, Stuttgart 2004, ISBN 3-7772-0410-2.
- Mittelalterliche Buch- und Urkundenschriften auf 50 Tafeln mit Erläuterungen und vollständiger Transkription. Haupt, Bonn 1946.
- Reformbestrebungen Adolfs III. von Schaumburg (1547–56) in der Kölner Kirchenprovinz (= Reformationsgeschichtliche Studien und Texte. Bd. 45/46). Aschendorff, Münster 1924.
- Die Kölner Bischofswahlen von der Zugehörigkeit Kölns zum Deutschen Reiche ab bis zur Ausbildung des ausschließlichen Wahlrechtes des Domkapitels. A. Martini & Grüttefien, Elberfeld 1924.